# José Humberto Quintero Parra
Pour les articles homonymes, voir Quintero.
José Humberto Quintero Parra (né le 22 septembre 1902 à Mucuchíes dans l'État de Mérida en Venezuela, et mort le 8 juillet 1984 à Caracas) est un cardinal vénézuélien de l'Église catholique du XXe siècle, nommé par le pape Jean XXIII. Il est le premier cardinal vénézuélien.

## Biographie
José Quintero Parra étudie à Mérida et à Rome. Après son ordination, il fait du travail pastoral à Mérida, est secrétaire de l'archevêque de Mérida en 1929-1934, secrétaire de la curie archidiocésaine et vicaire général de Mérida en 1929-1953. Quintero est nommé archevêque titulaire d'Achrida (de) et nommé coadjuteur de Mérida, avec droit de succession en 1953. En 1960 il est transféré à l'archidiocèse de Caracas. Il est président de la Conférence épiscopale vénézuélienne[Quand ?].
Le pape Jean XXIII le crée cardinal lors du consistoire du 19 janvier 1961. Quintero participe au conclave de 1963, lors duquel Paul VI est élu et aux conclaves de 1978 (élection de Jean-Paul Ier et Jean-Paul II). Il assiste au concile Vatican II en 1962-1965.
Dans l'État de Mérida une municipalité porte le nom de Cardenal Quintero, d'après le cardinal Quintero.

## Succession apostolique
José Humberto Quintero Parra a ordonné les évêques suivants :
- Archevêque Miguel Antonio Salas Salas (pt), C.I.M. (1961)
- Évêque José León Rojas Chaparro (es) (1961)
- Archevêque Luis Eduardo Henríquez Jiménez (es) (1962)
- Évêque Feliciano González Ascanio (de) (1962)
- Évêque Rafael Grovas Félix (es) (1965)
- Évêque Constantino Maradei Donato (es) (1965)
- Évêque Jesús Maria Pellin (de) (1965)
- Évêque Francisco de Guruceaga Iturriza (es) (1967)
- Évêque Marcial Augusto Ramírez Ponce (es) (1967)
- Archevêque Ramón Ovidio Pérez Morales (es) (1971)
- Archevêque Medardo Luis Luzardo Romero (es) (1972)
- Cardinal Rosalio José Castillo Lara, S.D.B. (1973)
- Archevêque Tulio Manuel Chirivella Varela (es) (1974)
- Archevêque Alfredo José Rodríguez Figueroa (fi) (1974)
- Évêque Pío Bello Ricardo (de), S.I. (1977)
- Évêque José Joaquín Troconis Montiel (de) (1978)
- Évêque Miguel Delgado Ávila (es), S.D.B. (1979)
- Évêque José Vicente Henriquez Andueza, S.D.B. (1980)